# دانيال ستيوارت (سياسي)
دانيال ستيوارت (بالإنجليزية: Daniel Stewart)‏ هو سياسي أمريكي، ولد في 30 يونيو 1962. حزبياً، نشط في الحزب الجمهوري.